# Raphael Rogiński
Raphael Rogiński (ur. 1977 we Frankfurcie nad Menem) – polski kompozytor i gitarzysta. Jest współzałożycielem tria Shofar i liderem zespołów Cukunft, Alte Zachen i Wovoka oraz uczestnikiem innych projektów muzycznych. Działa na rzecz odnowienia kultury i muzyki żydowskiej w Polsce:

Uznałem, że publiczność powinna mieć wybór między folklorystyczną stylistyką a żywą muzyką żydowską w Polsce, taką, jaka mogłaby nadal istnieć, gdyby nie wojna.

Rogiński gra muzykę łączącą elementy bluesa, free jazz, swing i muzyki klezmerskiej. Ze swoim zespołem Cukunft interpretował piosenki Mordechaja Gebirtiga, z Shofarem niguny Mosze Bieregowskiego. Współpracował m.in. z Noëlem Akchoté, Mikołajem Trzaską, Maciem Morettim i Wacławem Zimpelem.

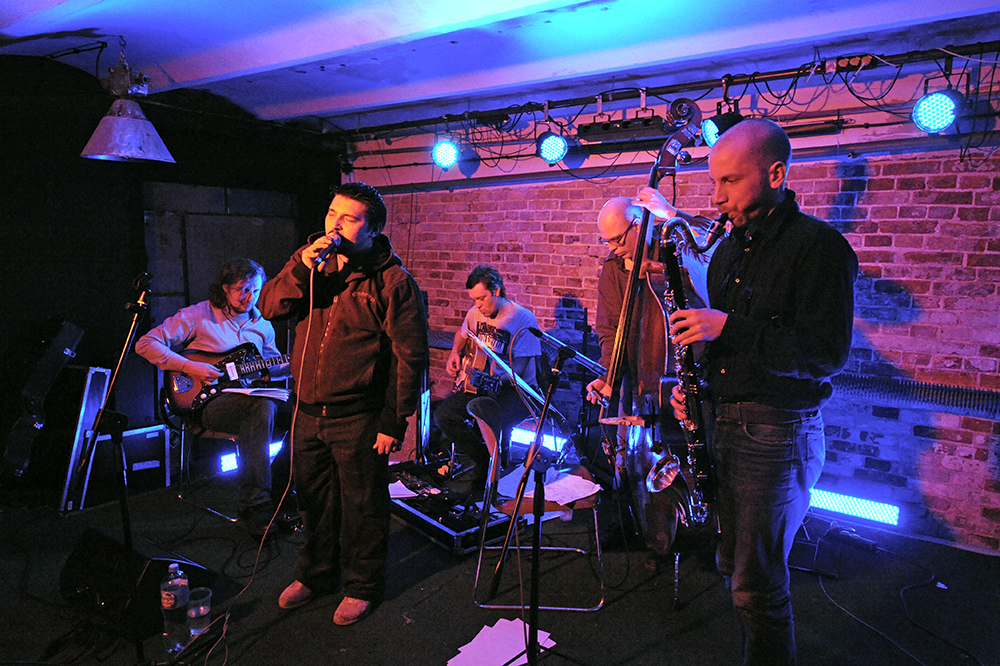
Raphael Rogiński (po lewej) w projekcie muzycznym DROM, występ w Warszawie w grudniu 2010

## Dyskografia
| Albumy - Raphael Roginski plays John Coltrane and Langston Hughes. African mystic music (2015) - Jazzgot: Five (z Noëlem Akchoté i Michałem Gosem, 2011, Noël Akchoté Downloads) - Bach Bleach (2009, MultiKulti) - 2525252525 (z Marcinem Maseckim i Maciem Morettim, 2008, Lado ABC) Cukunft - Lider fun Mordechaj Gebirtig (2005) - Itstikeyt / Fargangenheit (2010, Lado ABC) - Wilde Blumen (2013, Lado ABC) |  | Alte Zachen - Total Gimel (2012, Lado ABC) Wovoka - Trees Against The Sky (2013, Lado ABC) Gościnnie - Seven Lines (Hera, 2013, MultiKulti) - Chopin Shuffle (Levity, 2010, Universal Music Polska) |

## Nagrody i wyróżnienia
| Rok  | Kategoria        | Tytułem          | Nagroda             | Nota      | Źródło |
| ---- | ---------------- | ---------------- | ------------------- | --------- | ------ |
| 2015 | Muzyka popularna | Raphael Rogiński | Paszport „Polityki” | Nominacja | [ 4 ]  |
| 2016 | Muzyka popularna | Raphael Rogiński | Paszport „Polityki” | Nominacja | [ 5 ]  |